# Mine de Karaganda
 (mars 2025).
Améliorez-le ou discutez des points à vérifier. 
La mine de Karaganda est une mine à ciel ouvert de charbon située dans l'oblys de Karaganda au Kazakhstan.